# Kvinnor utanför Ruokolaks kyrka
Kvinnor utanför Ruokolaks kyrka är en oljemålning av den finländske konstnären Albert Edelfelt från 1887. Den är utställd på Ateneum i Helsingfors.
Edelfelt hörde till sin börd till det svenska kulturskiktet i Finland. Likväl sökte han i sin konst att återge finsk tradition. Idén till denna allmogeskildring fick Edelfelt under en resa i östra Finland. Målningen visar fyra medelålders kvinnor som samtalar på kyrkbacken i Ruokolax. Edelfelt gjorde skisser på plats. Själva målningen utfördes i hans ateljé på Haiko gård utanför Borgå.
Edelfelt ställde ut målningen på den Finska Konstföreningens höstutställning och i Paris där den fick ett gott mottagande. Strax efter att verket färdigställts kunde målningen överlämnas som en gåva från Finlands senat till det nyöppnade konstmuseet Ateneum.